# پدرو ویگا (بازیکن فوتبال، زاده ۱۹۷۹)
پدرو ویگا (انگلیسی: Pedro Vega؛ زادهٔ ۱۹ ژوئیهٔ ۱۹۷۹) بازیکن فوتبال اهل اسپانیا است.
از باشگاه‌هایی که در آن بازی کرده‌است می‌توان به باشگاه فوتبال لاس پالماس، باشگاه فوتبال گرانادا، و باشگاه فوتبال لوانته اشاره کرد.
وی همچنین در تیم ملی فوتبال زیر ۲۰ سال اسپانیا بازی کرده‌است.